# Ian James
Ian Hugh James (Port of Spain, 17 luglio 1963) è un ex lunghista canadese.
Ha partecipato a due edizioni dei Giochi olimpici: Seul 1988 e Barcellona 1992. In entrambe le occasioni è stato eliminato in qualificazione.
Nel 1994 ha vinto la medaglia di bronzo nel salto in lungo ai Giochi del Commonwealth. 

## Palmarès
| Anno | Manifestazione          | Sede       | Evento         | Risultato | Prestazione | Note |
| ---- | ----------------------- | ---------- | -------------- | --------- | ----------- | ---- |
| 1988 | Giochi olimpici         | Seul       | Salto in lungo | 25º       | 7,52 m      |      |
| 1992 | Giochi olimpici         | Barcellona | Salto in lungo | 20º       | 7,74 m      |      |
| 1994 | Giochi del Commonwealth | Victoria   | Salto in lungo | Bronzo    | 7,93        |      |